# Colli Euganei Cabernet franc
Le Colli Euganei Cabernet franc est un vin rouge italien, produit dans la région Vénétie, doté d'une appellation DOC depuis le 13 août 1969. Seuls ont droit à la DOC les vins rouges récoltés à l'intérieur de l'aire de production définie par le décret.
Le vin rouge du Cabernet franc répond à un cahier des charges moins exigeant que le Colli Euganei Cabernet franc riserva, essentiellement en relation avec le vieillissement de 2 ans. 

## Aire de production
Les vignobles autorisés se situent en province de Padoue dans les communes de Arquà Petrarca, Galzignano Terme, Torreglia et en partie dans les communes de Abano Terme, Montegrotto Terme, Battaglia Terme, Due Carrare (San Giorgio), Monselice, Baone, Este, Cinto Euganeo, Lozzo Atestino, Vò, Rovolon, Cervarese Santa Croce, Teolo et Selvazzano Dentro dans les Monts Euganéens. Le vignoble Bagnoli di Sopra est à quelques kilomètres. 
La région est située au sud-ouest de Padoue. La superficie plantée de vignes est de 1 300 hectares. 

## Caractéristiques organoleptiques
- couleur : rouge rubis intense
- odeur: intense, épicé
- saveur: sec, plein, très épicé

Le Colli Euganei Cabernet franc se déguste à une température de 14 à 16 °C et se gardera 2 – 4 ans en cave.

## Production
Province, saison, volume en hectolitres :
- Padoue (1994/95) : 94,0
- Padoue (1995/96) : 749,0
- Padoue (1996/97) : 1 170,33